# سیارک ۴۹۴۸۱
سیارک ۴۹۴۸۱ (به انگلیسی: 49481 Gisellarubini، نامگذاری:1999BJ12) چهل و نه هزار و چهارصد و هشتاد و یکمین سیارک کشف شده‌است که در ۲۴ ژانویه ۱۹۹۹ کشف شد.